# جيمس هنري لان
جيمس هنري لان (بالإنجليزية: James Henry Lane)‏ هو محامي وضابط وسياسي أمريكي، ولد في 22 يونيو 1814 في لورنسبورغ في الولايات المتحدة، وتوفي في 11 يوليو 1866 في ليفنوورث في الولايات المتحدة. حزبياً، نشط في الحزب الجمهوري.

## مناصب
- انتخب نائب حاكم إنديانا [الإنجليزية]‏ (5 ديسمبر 1849 – 10 يناير 1853).
- انتخب عضو مجلس نواب إنديانا.
- انتخب عضو مجلس النواب الأمريكي.
- انتخب عضو مجلس الشيوخ الأمريكي.

## روابط خارجية
- جيمس هنري لان على موقع إن إن دي بي (الإنجليزية)